# Детляжка
Детляжка — село в Лазаревском районе муниципального образования город-курорт Сочи. Входит в состав Верхнелооского сельского округа.

## География
Селение расположено  в долине реки Детляшко, в 28 км к северо-западу от Центрального Сочи. Расстояние до черноморского побережья составляет — 3 км.

## История
Согласно Закону Краснодарского края от 1 апреля 2004 года № 679-КЗ село Детляжка вошло в состав образованного муниципального образования город-курорт Сочи.

## Население
| 2002 | 2010 |
| ---- | ---- |
| 428  | ↗517 |

## Инфраструктура
Функционируют несколько магазинов, кафе, акушерский пункт и сельский клуб. Развивается туризм.

## Транспорт
В селе действует станция электричек и остановка автобусных маршрутов 76,77, 150 (на апрель 2021).

## Улицы
- ул. Главная
- ул. Бюраканская
- ул. Нижняя
- ул. Рязанская
- ул. Часовая
- пер. Бригадная
- пер. Бюраканский
- пер. Крайний
- пер. Липовый